# Tanner Banks
Tanner Banks (Riverton, Utah, 24 de octubre de 1991) es un jugador profesional estadounidense de béisbol que se desempeña en la posición de lanzador en Chicago White Sox, equipo de las Grandes Ligas de Béisbol (MLB).

## Carrera
Fue seleccionado en la 18.ª ronda en el Draft de la MLB de 2014. En 2022 hizo su debut profesional con el equipo Chicago White Sox, donde lleva jugando tres temporadas.